# The Singles Tour
La gira The Singles Tour de la banda inglesa Depeche Mode comenzó el 2 de septiembre de 1998 en Tartu (Estonia) y terminó el 22 de diciembre de 1998 en la ciudad norteamericana de Anaheim. La gira presentó la recopilación de éxitos titulada The Singles 86>98, publicada en 1998, con lo cual se saldó la gira que para el álbum Ultra había quedado pendiente.
Con la gira, Depeche Mode visitó por primera vez Estonia, Letonia, Rusia y Finlandia.

## Créditos
Durante toda la gira, Depeche Mode se presentó en escenarios como un quinteto, siendo en realidad la segunda ocasión, pues en las dos Ultra Parties de 1997 ya habían aparecido con dos músicos de apoyo.
David Gahan - vocalista.
Martin Gore - segundo vocalista, guitarras eléctrica y acústica, sintetizador y segunda voz.
Andrew Fletcher - sintetizador.
Christian Eigner - batería.
Peter Gordeno - sintetizador y apoyo vocal.
Además, contaron con el apoyo vocal de las coristas Jordan Bailey y Janet Cooke.

## Temas interpretados
Como en las anteriores giras se optó por piezas hasta de cinco álbumes atrás, excepto por Just Can't Get Enough, y con cierta inclinación al álbum Ultra, el único del cual se llegaron a incluir temas que no fueron discos sencillos, esto debido a la obviedad de que extraoficialmente fue un tour promocional del álbum Ultra que en su momento no tuvo gira.

### Listado general de canciones
1. Intro instrumental de Painkiller
2. A Question of Time
3. World in My Eyes
4. Policy of Truth
5. It's No Good
6. Never Let Me Down Again
7. Walking in My Shoes
8. Only When I Lose Myself
9. Tema interpretado por Martin Gore
  - A Question of Lust
  - Sister of Night (en "acústico" sólo con piano)
10. Home
11. Condemnation
12. In Your Room
13. Useless
14. Enjoy the Silence
15. Personal Jesus
16. Barrel of a Gun
Encore #1
17. Somebody
18. - Stripped
  - Behind the Wheel
19. I Feel You
Encore #2
20. Just Can't Get Enough

### Estadísticas
- Temas del Ultra (6)
- Temas del Songs of Faith and Devotion (4)
- Temas del Violator (4)
- Temas del Music for the Masses (2)
- Temas del Black Celebration (3)
- Temas del Some Great Reward (1)
- Temas del Construction Time Again (0)
- Temas del A Broken Frame (0)
- Temas del Speak & Spell (1)
- Temas no pertenecientes a algún álbum de estudio: (1)
- Canciones tocadas en la gira anterior Exotic Tour: 10
- Total de canciones Interpretadas: 22
- Regresos: "Just Can't Get Enough" ausente desde el Tour for the Masses en 1987 (11 años).
- Canción más reciente, no perteneciente al álbum soporte de la gira: "Home"
- Canciones debut no pertenecientes al álbum soporte de la gira: "Barrel of a Gun", "Painkiller", "It's No Good", "Home", "Useless" y "Sister of Night"
- Todos los sencillos interpretados de un álbum, no perteneciente al de soporte de la gira: "Violator", "Songs of Faith and Devotion" & "Black Celebration".

Nota: Los temas "Home", "It's No Good", "Useless" y "Barrel of a Gun" (Todos pertenecientes al álbum Ultra) ya habían hecho oficialmente su debut en vivo durante las Ultra Parties que fueron tan solamente dos shows. Obviamente esta no fue considerada una gira.

### Variaciones
A lo largo del Tour, el listado de temas presentó distintos cambios. Estas son las diferentes canciones que se tocaron. En la columna # de las fechas, se indica cuál fue el listado interpretado.
Véase arriba el Listado de temas
| Listado # | Tema #9            | Tema #18         |
| --------- | ------------------ | ---------------- |
| 1         | A Question of Lust | Stripped         |
| 2         | A Question of Lust | Behind the Wheel |
| 3         | Sister of Night    | Behind the Wheel |
| 4         | Sister of Night    | Stripped         |

Nota #1: El 25/09/98 en Zúrich se omitieron "Condemnation", "Stripped" y "I Feel You" por problemas en la voz de Dave Gahan.
Nota #2: El 26/09/98 en Bolonia y el 27/09/98 en Milán, se omitieron "Condemnation" y "I Feel You" por problemas en la voz de Dave Gahan.
Nota #3: El 12/12/98 en Los Ángeles se omitieron varios temas y se ofreció un repertorio especial al tratarse de un evento de KROQ. El listado fue "Barrel of a Gun", "Policy of Truth", "It's No Good", "Walking in My Shoes", "Sister of Night", "A Question of Lust", "Enjoy The Silence", "In Your Room", "Behind the Wheel", "Personal Jesus" y "Never Let Me Down Again (con Billy Corgan)".

## Destinos de la gira

### Primera Manga: Europa
| Fecha                    | País            | Ciudad             | Lugar                    | #  |
| 2 de septiembre de 1998  | Estonia         | Tartu              | Tartu Festival Arena     | 1  |
| 3 de septiembre de 1998  | Letonia         | Riga               | Jurmala Tennis Hall      | 1  |
| 5 de septiembre de 1998  | Rusia           | Moscú              | Olympiski                | 1  |
| 7 de septiembre de 1998  | Rusia           | San Petersburgo    | SKK Peterburgsky         | 1  |
| 9 de septiembre de 1998  | Finlandia       | Helsinki           | Hartwall Arena           | 1  |
| 11 de septiembre de 1998 | Dinamarca       | Copenhague         | Multi Hall               | 1  |
| 12 de septiembre de 1998 | Suecia          | Gotemburgo         | Scandinavium             | 1  |
| 13 de septiembre de 1998 | Suecia          | Estocolmo          | Globen                   | 1  |
| 15 de septiembre de 1998 | República Checa | Praga              | Sporthalle               | 1  |
| 16 de septiembre de 1998 | Austria         | Viena              | Stadthalle               | 1  |
| 18 de septiembre de 1998 | Alemania        | Berlín             | Waldbühne                | 1  |
| 19 de septiembre de 1998 | Alemania        | Berlín             | Waldbühne                | 1  |
| 20 de septiembre de 1998 | Alemania        | Érfurt             | Messehalle               | 1  |
| 22 de septiembre de 1998 | Bélgica         | Bruselas           | Forest National          | 1  |
| 23 de septiembre de 1998 | Alemania        | Stuttgart          | Schleyerhalle            | 1  |
| 25 de septiembre de 1998 | Suiza           | Zúrich             | Hallenstadion            | 1* |
| 26 de septiembre de 1998 | Italia          | Bolonia            | Palasport                | 1* |
| 27 de septiembre de 1998 | Italia          | Milán              | Fila Forum               | 1* |
| 29 de septiembre de 1998 | Reino Unido     | Londres            | Wembley Arena            | 1  |
| 30 de septiembre de 1998 | Reino Unido     | Londres            | Wembley Arena            | 1  |
| 2 de octubre de 1998     | Reino Unido     | Mánchester         | Nynex Arena              | 1  |
| 3 de octubre de 1998     | Reino Unido     | Birmingham         | N.E.C.                   | 1  |
| 5 de octubre de 1998     | Alemania        | Colonia            | Kolnarena                | 1  |
| 6 de octubre de 1998     | Alemania        | Colonia            | Kolnarena                | 1  |
| 7 de octubre de 1998     | Francia         | París              | Bercy                    | 1  |
| 9 de octubre de 1998     | Alemania        | Hannover           | Messehalle               | 1  |
| 10 de octubre de 1998    | Alemania        | Leipzig            | Messehalle               | 1  |
| 11 de octubre de 1998    | Alemania        | Fráncfort del Meno | Festhalle                | 1  |
| 13 de octubre de 1998    | Alemania        | Múnich             | Olympiahalle             | 1  |
| 15 de octubre de 1998    | España          | Zaragoza           | Pabellón Príncipe Felipe | 1  |
| 16 de octubre de 1998    | España          | Barcelona          | Palau Sant Jordi         | 1  |
| 17 de octubre de 1998    | España          | San Sebastián      | Velódromo de Anoeta      | 1  |

### Segunda Manga: Norteamérica
| Fecha                   | País           | Ciudad           | Lugar                      | # |
| 27 de octubre de 1998   | Estados Unidos | Worcester        | Centrum                    | 1 |
| 28 de octubre de 1998   | Estados Unidos | Nueva York       | Madison Square Garden      | 1 |
| 29 de octubre de 1998   | Estados Unidos | Nueva York       | Madison Square Garden      | 1 |
| 1 de noviembre de 1998  | Estados Unidos | Filadelfia       | The Spectrum               | 1 |
| 5 de noviembre de 1998  | Canadá         | Toronto          | Sky Dome                   | 1 |
| 6 de noviembre de 1998  | Canadá         | Montreal         | Molson Centre              | 1 |
| 8 de noviembre de 1998  | Estados Unidos | Cleveland        | Gund Arena                 | 1 |
| 9 de noviembre de 1998  | Estados Unidos | Detroit          | The Palace of Auburn Hills | 1 |
| 11 de noviembre de 1998 | Estados Unidos | Washington D. C. | Patriot Center             | 1 |
| 13 de noviembre de 1998 | Estados Unidos | Miami            | Miami Arena                | 1 |
| 14 de noviembre de 1998 | Estados Unidos | Orlando          | Amway Arena                | 1 |
| 15 de noviembre de 1998 | Estados Unidos | Tampa            | Ice Palace                 | 1 |
| 18 de noviembre de 1998 | Estados Unidos | Houston          | Compaq Center              | 1 |
| 19 de noviembre de 1998 | Estados Unidos | Dallas           | Reunion Arena              | 1 |
| 20 de noviembre de 1998 | Estados Unidos | San Antonio      | Alamodome                  | 1 |
| 22 de noviembre de 1998 | Estados Unidos | Nueva Orleans    | UNO Lakefront Arena        | 1 |
| 24 de noviembre de 1998 | Estados Unidos | Chicago          | Rosemont Arena             | 1 |
| 25 de noviembre de 1998 | Estados Unidos | Chicago          | Rosemont Arena             | 1 |
| 29 de noviembre de 1998 | Estados Unidos | Denver           | McNichols Arena            | 1 |
| 1 de diciembre de 1998  | Estados Unidos | Salt Lake City   | Delta Center               | 1 |
| 2 de diciembre de 1998  | Estados Unidos | Boise            | Idaho Center               | 2 |
| 4 de diciembre de 1998  | Canadá         | Vancouver        | P.N.E. Coliseum            | 3 |
| 6 de diciembre de 1998  | Estados Unidos | Portland         | Rose Garden Arena          | 2 |
| 7 de diciembre de 1998  | Estados Unidos | Seattle          | Key Arena                  | 3 |
| 9 de diciembre de 1998  | Estados Unidos | Sacramento       | Arco Arena                 | 2 |
| 11 de diciembre de 1998 | Estados Unidos | Oakland          | Oakland Coliseum           | 2 |
| 12 de diciembre de 1998 | Estados Unidos | Los Ángeles      | Shrine Auditorium          |   |
| 14 de diciembre de 1998 | Estados Unidos | Phoenix          | America West Arena         | 2 |
| 15 de diciembre de 1998 | Estados Unidos | San Diego        | Cox Arena                  | 2 |
| 18 de diciembre de 1998 | Estados Unidos | Inglewood        | The Forum                  | 2 |
| 19 de diciembre de 1998 | Estados Unidos | Inglewood        | The Forum                  | 4 |
| 20 de diciembre de 1998 | Estados Unidos | Anaheim          | Arrowhead Pond             | 2 |
| 22 de diciembre de 1998 | Estados Unidos | Anaheim          | Arrowhead Pond             | 4 |

### Conciertos cancelados
Un problema de calendario obligó a cancelar el concierto previsto en Marsella.
| Fecha                 | País    | Ciudad   |
| 13 de octubre de 1998 | Francia | Marsella |